# Canale 100
Canale 100 è un'emittente radiofonica di Bari. Il suo segnale copre parte della Puglia e parte della Basilicata.
Trasmette sul territorio pugliese con diverse frequenze: 94,9 MHz (Bari e hinterland), 94,5 MHz (Valle d'Itria), 94,7 MHz (Monopoli) e 105 MHz (Mottola). La frequenza 94,9 MHz è presente anche a Santeramo in Colle e arriva a coprire anche la città di Matera.
In passato, da una costola di Canale 100 nacque Canale 100 Classic. La radio trasmetteva solo hit del passato e radiogiornali. 
La radio trasmetteva sulla frequenza 90,4 MHz a Bari. 
Dopo qualche mese fu ceduta a un altro gruppo editoriale (Publi Media Italia) per l'avvio di un nuovo progetto (Vera 24 divenuta poi Vera 24 Hit Radio).
Il format di Canale 100 Classic è rimasto tuttavia attivo su Canale 100. In alcune fasce orarie è possibile ascoltare i jingle di Canale 100 Classic insieme alla musica old.
In passato la stessa emittente trasmetteva anche tramite il digitale terrestre sul canale 986 della LCN pugliese. Il canale è stato aggiunto il 9 agosto 2016 nel bouquet del Mux di Antenna Sud.
L'emittente è sparita dal digitale terrestre il 3 febbraio del successivo anno.
Nel 2017 nasce Canale 100 TV, visibile tramite internet, e trasmette l’audio della radio e le riprese video live dello studio radiofonico.
Nel 2017 è stata media partner (con dirette e animazione) dell’Acquapark di Bari. In questa occasione anche la versione televisiva dell’emittente trasmetteva le immagini in diretta dalla piscina ad onde e l’animazione degli speaker.
Nel 2019 è presente nel palinsesto domenicale, come speaker, la cantante di origine rumena Haiducii.
Dal 18 febbraio 2020 rileva le frequenze di ReteOtto Happy Days (stesso gruppo editoriale) e si estende anche nella provincia di Lecce con la frequenza 105 MHz da Parabita.
Dal 1º aprile 2020 l'emittente denominata Radio Farfalla (dello stesso gruppo editoriale) cessa le proprie trasmissioni a favore di Canale 100. La stessa dunque risulta ricevibile nell'area del tarantino (tramite la frequenza 92 MHz esercita dal traliccio presente a Mottola, nella ex sede dell'emittente tarantina).
Dal dicembre 2020 la radio si estende anche nella zona del foggiano. La frequenza 105 MHz esercita da Monte Celano viene rilevata da Radio 5 Network (Publi Media) e viene irradiata nelle province di Foggia e della BAT. Tuttavia il segnale risulta ricevibile anche in alcune zone del Molise e del Sud Barese.
Da giugno 2023 è media partner (per tutto il periodo estivo) del Riva Beach Club di Giovinazzo, con dirette e animazione dalla riva della spiaggia. Anche in questa occasione le telecamere dell’emittente televisiva legata alla radio riprendono le fasce orarie in esterna.

## Speakers attuali
Tra i più noti e longevi conduttori dell'emittente ci sono:
- Roberto Rossini
- Carmine Franchini
- Stefano Campanale
- Sissi Martinelli
- Sabrina Scura
- Marcella Labianca
- Francesco Valenzano
- Roberto Positano
- Simona Rutigliano

## Speaker del passato
Nel marzo 1976 muoveva i primi passi nel mondo radiofonico il giornalista sportivo Michele Salomone, che raccontava le vicende della squadra calcistica barese.
A partire dal 1977 fino ai primi anni 80, conduceva diversi programmi notturni il comico barese Ninni Di Lauro in collaborazione con il suo amico Michelangelo Rutigliano.
Nel 1990 il duo Toti & Tata (Emilio Solfrizzi e Antonio Stornaiolo) conduceva "La Radiosveglia".

## Ospiti
Nel corso della sua vita, la radio ha ospitato diversi personaggi, tra i quali:
- Arisa
- Luca Carboni
- Luca Ward
- Haiducii
- Max Cavallari dei Fichi d'India

## Emittenti gemellate
Prima del loro assorbimento, dallo stesso gruppo editoriale si riportavano:
- ReteOtto HappyDays (Lecce)
- Radio Farfalla (Mottola)